# Фолксваген голф
Фолксваген голф је путнички аутомобил компактне класе немачког бренда Фолксваген који се производи од 1974. године и тренутно је у осмој генерацији. Са преко 35 милиона примерака голф је један од најважнијих произведених аутомобила на свету.

## Голф 1, (1974-1983)
Прва генерација голфа је наследник бубе, почела се продавати 1974, нудила се у хечбек верзији са 3 и 5 врата, а као лимузина под именом џета. Две године касније на тржиште излази спортски голф ГТИ, који је био опремљен 1,6-литарским бензинским мотором са 110 КС. Кабриолет је продаван од 1979 до 1993, а са нешто мање од 390 хиљада продатих јединица био је најпродаванији кабриолет на свијету. Такође произвођен је и у теретној верзији званој Кеди од 1979. до 1996. Иако је овај модел прекинуо производњу у Европи 1983. године, у Јужној Африци је редизајнирана верзија овог модела са 5 врата продавана под називом сити голф уз благе измене од 1984. до 2009.

## Голф 2, (1983-1992)
Голф 2 производио се од 1983. до 1992. у верзијама са 3 и 5 врата, постојао је у већ тада култној ГТИ као и у верзијама: Ц, ЦЛ, карат, ГЛ, ГЛКС, ГТ, ГТД,  Кантри. Имао је ширу понуду мотора у односу на претходника, бензинце од 1,3 до 2,0 и један дизел од 1,6 као и много могућности додатне опреме попут климе и серво волана. Доживео је редизајн 1986. када су урађене благе измене ентеријера и спољашњости. Заједно са доласком друге генерације на тржиште настала је и нова Џета 1984. године, и производила све до 2010. у Кини. Платформу дели са Сеат Толедом прве генерације.

## Голф 3, (1991-1997)
Трећа генерација се почела производити крајем 1991. у хечбек верзијама са 3 и 5 врата, као и караван и кабрио верзији од 1993. Лимузина се звала Венто и произвођена је од 1992. У овом Голфу се први пут нашао добро познати 1,9 ТДИ мотор као једини дизел док су у понуди бензинских били мотори од 1,4 до 2,9. Од 1993. у додатну опрему су били укључени и ваздушни јастуци за возача и сувозача што је била новост за аутомобиле те класе. Хечбек верзија се производила до 1997. и доласка следеће генерације, кабрио до 1998. док се караван одржао у производњи до 1999. Било је више едиција специјалних верзија попут Пинк Флојд или Њу Орлеанс док је најпознатија ГТИ.

## Голф 4, (1997-2003)
Производња четврте генерације почела је крајем 1997. у хечбек варијантама са 3 и 5 врата, у кабрио верзији од 1998. (кабрио верзија 4-те генерације је готово иста као она из 3-ће, разликује их предњи део и волан који су додати са Голфа 4). док се караван почео производити 1999. Кабрио се производио до 2002, хечбек до краја 2003. а караван до 2006. Караван се продавао под именима Голф, Бора и Џета вариант. На платформи четврте генерације настала је Нова Буба. Мање измене извршене су 2000. у виду измена материјала у ентеријеру као и у замени катализатора Еуро 2 са Еуро 3. Лимузина се продавала од 1999. под именом Џета у Северној Америци и Бора у Европи. Од спортских верзија у понуди су биле ГТИ, ГТ и Р. Платформу дели са Шкодом октавијом, Сеатом леоном и толедом и Аудијем А3 и ТТ.

## Голф 5, (2003-2008)
Пета генерација се почела производити у хечбек верзији за 3 и 5 врата крајем 2003. док је караван производњу започео 2005. заједно за Џетом и Плус верзијом, постојала је и кабрио верзија под именом Еос која се производила од 2006. до 2015. Производња хечбека престала је 2008. а каравана 2009. На платформи Голфа 5 направљени су минивенови  Кеди (постоји и теретна верзија) и Туаран који је заправо продужена верзија Голфа Плус са предњим делом од Кедија. Постојао је јако велики распон мотора, бензинци од 1,4 до 3,2 (6,0 мотор из Бентлија) као и дизели 1,9 и 2,0 у верзијама са и без турбине. Од спортских верзија постојале су чувена ГТИ, ГТ/ГТ спорт и Р. Платформу дели са Шкодом октавијом, Сеатима леоном,толедом, алтеом и Аудијем А3.

## Голф 6, (2008-2013)
Шеста генерација се производила од 2008. до 2012. у хечбек верзијама са 3 и 5 врата и као караван од 2009. до 2013. док је Џета дошла на тржиште касно, тек 2011. и остала у продаји све до 2019. На основи Голфа 6 односно 5 настао је СУВ Тигуан који је производњу започео годину дана раније. Шеста генерација врло је слична петој, с обзиром да је она заправо рестилизован претходник што је најочигледније на Голфу 6 караван који је готово исти као Голф 5 караван изузев предњег дела који дели са 6-ицом хечбек. Голф Плус верзија 5-е генерације се наставила правити до 2013. уз редизајн како би де изглед прилагодио 6-ој генерацији. Понуда мотора је иста као и на претходној генерацији као и спортске верзије ГТИ, ГТ и Р. На платформи Голфа 6 поново је настао Широко односно потпуно спортски Голф са промењеном каросеријом који је био одсутан на тржишту деценијама. Платформу дели са претходником, и са Сеатом Леон, Шкодом Октавијом и Аудијем А3. Код подружница Фолксвагена сви модели са Голфовом платформом су 2008. редизајнирани и не рачунају се као нове генерације док је сам Фолксваген од редизајна Голфа 5 створио Голф 6.

## Голф 7, (2012-2020)
Производња хечбека започела је 2012. а завршена је 2020. на многим тржиштима верзија са троје врата није била доступна. Караван и Спортсван (наследник Плус верзије) су се почели производити 2013. а Џета односно лимузинска верзија ове генерације није направљена већ је настављена производња Џете са платформе 6-те генерације. Редизајн се десио крајем 2016. Понуда мотора је традиционално велика те су се могли наћи бензинци распона од 1,0 до 2,0 као и два дизела 1,6 и 2,0. Од ове генерације почела је продаја Е Голфа који у понуди има један електро мотор, 1,4 са 134 коњске снаге. Спортске верзије су ГТИ, ГТД, ГТЕ и Р. Традиционално дели платформу са Шкодом Октавијом, Сеaтом Леон и Аудијем А3.

## Голф 8, (2019-)
Осма генерација се почела производити у децембру 2019. дели платформу са претходником као и са новим Аудијем А3 и новим Сеатом Леоном. Џета је почела производњу 2019. и продаје се само у Северној Америци због великог неуспеха прошле генерације у Европи. Цена основне верзије са бензиским 1,5 ТСИ мотором и 130 КС у децембру 2019 износила је 27.510 евра, док је најављено да ће цена истог основног модела у  2020. опасти испод 20.000 евра. У августу 2020. је почела производња караванске верзије.

## Опште информације

### Концепт возила
Голф се производи у верзији са три и пет врата, као хечбек и компакт (два или четири врата и задњи поклопац на преклоп на крову). Димензије возила су знатно веће од малог аутомобила, али и знатно испод класичне средње класе. Аутомобил нуди довољно простора за четири одрасле особе, заједно са пртљагом, а унутрашњост може бити у складу са спуштањем задње клупе. Све верзије голфа имају предњи погон или погон на све точкове.
На голфовој основи у седан верзији производи се модел џета.

### Статистика
Наводно, на изненађење Извршног одбора, голф је у року од неколико месеци развио велики успех у продаји и то се наставља и данас. Од почетка производње првог модела до данас, произведено је више од 30 милиона примерака у седам узастопних серија. Голф је један од најважнијих аутомобила који је икада произведен. Рангиран је као трећи у свету иза Тојоте короле и Форда из Ф серије.
Посебно у Немачкој голф је практично од почетка производње постао популаран и њих има највише регистрованих. 400.000 Голфова се годишње прода у Европи. Генерално је најпродаванији аутомобил у класи, иако он није био присутан у свим земљама.
У јуну 2013. године, 30-милионити голф је произведен у Волфсбургу.

## Историја модела

### Преглед серија
- Фолксваген голф I (1974—1983)
- Фолксваген голф II (1983—1992)
- Фолксваген голф III (1991—1997)
- Фолксваген голф V (2003—2008)
- Фолксваген голф VI (2008—2013)
- Фолксваген голф VII (2012—2020)
- Фолксваген голф VIII (од 2019)

Од маја 1974. године, голф је покренут у следећих седам генерација:
- голф I (Тип 17) (1974. до 1983, у Јужној Африци, као голф сити у производњи до 2009; кабриолет: 1979—1993)
- голф II (Тип 19Е / 1989: Тип 1Г1) (1983—1992)
- голф III (Тип 1 Х) (1991—1997; караван: 1993—1999, кабриолет: 1993—2002)
- голф IV (Тип 1Ј) (1997—2003; караван: 1999—2006)
- голф V (Тип 1К) (2003—2008; караван: 2007—2009)
- голф VI (Тип 5К) (2008—2012; караван: 2009—2013, кабриолет: од 2011)
- голф VII (тип 5Г) (од 2012. караван: од 2013. године)

## Голф ГТИ
Код прве генерације голфа, уграђивао се мотор запремине 1,6 литара са 81 kW (110 KS), максимална брзина је одређена на 182 km/h и убрзање од 0 до 100 km/h постиже за 9,2 секунде. Од јесени 1982 капацитет мотора је повећан на 1,8 литара — повећање капацитета на 82 kW (112 KS) и добио је мало боље перформансе у вожњи (максимална брзина 190 km/h, 0–100 km/h за 9 секунди).
Скраћеница ГТИ значи „Гран туризмоу инџекшон” односно то је мотор са спортским перформансама и бензинским убризгавањем.
Од 2006. године направљен је „ГТИ Едишн 30” да би Фолксваген прославио 30. годишњицу ГТИ-ја. Издање 30 има 169 kW (230 KS).
У пролеће 2013. нова генерација голф ГТИ уследила је на основу голфа VII на салону аутомобила у Паризу 2012. године. По први пут су уведена два нивоа снаге са 162 kW (220 KS) и 169 kW (230 KS). Масовна производња почела је у априлу 2013. Варијанта са 169 kW се зове голф ГТИ перформанс и има модификовани систем кочења и предње осовине са блокадом диференцијала.